# Đông Minh, thành phố Thanh Hóa
Đông Minh là một xã thuộc thành phố Thanh Hóa, tỉnh Thanh Hóa, Việt Nam.

## Địa lý
Xã Đông Minh nằm ở phía tây bắc thành phố Thanh Hóa, có vị trí địa lý:
- Phía đông giáp xã Đông Khê và phường Đông Thịnh
- Phía tây giáp các xã Đông Ninh, Đông Hòa
- Phía nam giáp các xã Đông Yên, Đông Hòa
- Phía bắc giáp xã Đông Khê.

Xã Đông Minh có diện tích tự nhiên 4,13 km², quy mô dân số năm 2022 là 5.180 người, mật độ dân số đạt 1.254 người/km². Dân cư sinh sống tại Đông Minh chủ yếu là người Kinh.

## Lịch sử
Làng truyền thống của xã Đông Minh được hình thành rất sớm. Từ đầu thế kỷ V đến đầu thế kỷ XI, cả ba làng gắn liền với Đông Phố, quận trị Cửu Chân. Trên mảnh đất này còn lại nhiều dấu vết của vùng ven kinh đô Đông Phố, Trường Xuân và cuộc chiến đấu chống lại Nhà Đường của Lê Ngọc đầu thế kỷ VII.
Thời Gia Long, huyện Đông Sơn thuộc phủ Thiệu Hóa, có 6 tổng. Các thôn Tuân Hóa, Vân Đô thuộc tổng Lê Nguyễn; thôn Trung, thôn Tiền Lộc và thôn Thượng Phúc thuộc tổng Thạch Khê. Cho đến những năm trước Cách mạng tháng Tám, thôn Tuân Hóa thuộc tổng Tuyên Hóa; các thôn Vân Đô, thôn Trung, Tiền Lộc, Thượng Phúc thuộc tổng Kim Khê; các tổng cùng thuộc phủ Đông Sơn, sau là huyện Đông Sơn.
Năm 1946, huyện Đông Sơn giải thể 7 tổng và chia thành 22 xã, trong đó có xã Đồng Minh với các thôn: Tuân Hóa, Vân Đô, thôn Trung, Tiền Lộc, Thượng Phúc. Năm 1948, sáp nhập hai xã Đồng Minh và Đồng Pho thành xã Đông Hòa. Đến năm 1954, xã Đông Hòa được chia thành các xã Đông Hòa và Đông Minh cùng thuộc huyện Đông Sơn, xã Đông Minh mới tương ứng với xã Đồng Minh trước đó, có các làng Vân Đô, Tuân Hóa, Trung Thôn, Dự Mao.
Ngày 5 tháng 7 năm 1977, nhập 16 xã hữu ngạn sông Chu thuộc huyện Thiệu Hóa với huyện Đông Sơn thành huyện Đông Thiệu, xã Đông Minh thuộc huyện Đông Thiệu. Đến ngày 30 tháng 8 năm 1982, xã trở lại thuộc huyện Đông Sơn do huyện Đông Thiệu đổi tên thành.
Năm 2018, xã Đông Minh có 9 thôn, đánh số từ 1 đến 9. Ngày 11 tháng 7 cùng năm, Hội đồng nhân dân tỉnh Thanh Hóa khóa XVII thông qua Nghị quyết về việc sắp xếp thôn, tổ dân phố trên địa bàn tỉnh. Theo đó:
- Nhập một phần thôn 2 vào thôn 1
- Nhập thôn 3 vào phần còn lại của thôn 2
- Nhập thôn 4 và một phần thôn 5 thành thôn 3
- Nhập thôn 6 và phần còn lại của thôn 5 thành thôn 4
- Nhập thôn 7 và một phần thôn 8 thành thôn 5
- Nhập thôn 9 và phần còn lại của thôn 8 thành thôn 6.

Sau sắp xếp, xã Đông Minh có 6 thôn.
Ngày 24 tháng 10 năm 2024, Ủy ban Thường vụ Quốc hội thông qua Nghị quyết số 1238/NQ-UBTVQH15 (có hiệu lực từ ngày 1 tháng 1 năm 2025). Theo đó, sáp nhập toàn bộ huyện Đông Sơn vào thành phố Thanh Hóa, xã Đông Minh thuộc thành phố Thanh Hóa.

## Hành chính
Xã Đông Minh được chia thành 6 thôn, đánh số từ 1 đến 6.

## Di tích lịch sử, văn hóa
- Đền, chùa Mao Xá thờ Mẫu và Phật
- Đền thờ Ngã Năm thờ Giắc Kim Công Trang
- Đền thờ Quận công Trịnh Khải
- Từ đường họ Trịnh thờ Trịnh Khắc Phục, khai quốc công thần trong khởi nghĩa Lam Sơn.[13]